# Liste der Monuments historiques in Cramoisy
Die Liste der Monuments historiques in Cramoisy führt die Monuments historiques in der französischen Gemeinde Cramoisy auf.

## Liste der Bauwerke
| Bezeichnung      | Beschreibung                  | Standort | Kennzeichnung | Schutzstatus | Datum | Bild           |
| ---------------- | ----------------------------- | -------- | ------------- | ------------ | ----- | -------------- |
| Ehemalige Fabrik | Erbaut 1900                   | (Lage)   | PA60000047    | Inscrit      | 2002  | weitere Bilder |
| Kirche St-Martin | Erbaut im 11./12. Jahrhundert | (Lage)   | PA00114651    | Classé       | 1906  | weitere Bilder |

## Liste der Objekte
| Bezeichnung                                             | Beschreibung    | Standort                | Kennzeichnung | Schutzstatus | Datum | Bild |
| ------------------------------------------------------- | --------------- | ----------------------- | ------------- | ------------ | ----- | ---- |
| Bleiglasfenster Nr. 0                                   | 16. Jahrhundert | in der St-Martin (Lage) | PM60000657    | Classé       | 1912  |      |
| Grabplatte für Roland François Perthuis und Marie Malle | Stein, 1674     | in der St-Martin (Lage) | PM60000658    | Classé       | 1912  |      |